# Хары-бюльбюль (фестиваль)
Хары-бюльбюль (азерб. Xarı bülbül) — международный фольклорный фестиваль, который с мая 1989 года по 1991 ежегодно проводился в Шуше и других городах Карабаха. Восстановлен в мае 2021 года. Носит название цветущей в мае в Шуше офрис кавказской, которую в Азербайджане называют «Хары-бюльбюль».

## История

### Первый фестиваль
Фестиваль «Хары-бюльбюль» был создан по инициативе министра культуры Азербайджанской ССР Полада Бюльбюль-оглы. 1-й фестиваль был приурочен к 100-летию обучавшегося искусству мугама в Шуше азербайджанского певца-ханенде Сеида Шушинского. Подготовка к нему началась ещё в начале 1989 года. Фестиваль был проведён в мае этого же года, в период цветения в Шуше Хары-бюльбюль.
Помимо местных исполнителей в фестивале 1989 года участвовали также музыкальные коллективы из Киргизской ССР, Казахской ССР, Башкирской АССР, Литовской ССР, Белорусской ССР. Всего в фестивале приняло участие около 100 человек. Концерты проходили на 7 площадках, построенных на поляне Джыдыр дюзю. Фестиваль открылся выступлением молодых певцов-ханенде в возрасте 12-15 лет, исполнивших мугам «Карабахская шикесте». В первый день фестиваля проходили также скачки на карабахских скакунах. Зрителями первого фестиваля были в основном жители Шуши.
В рамках фестиваля в Шуше проходили также соревнования по борьбе.

### Фестивали 1990 и 1991 годов
В 1990 году фестиваль «Хары-бюльбюль» получил статус международного. Сюда были приглашены фольклорные коллективы из таких зарубежных стран, как Нидерланды, Германия, Израиль, Турция, что вызвало большой ажиотаж среди публики. В связи с тем, что из-за начавшегося Карабахского конфликта в Шуше было сложное положение, основной концерт был проведён в Агдаме. Среди выступавших особо выделялся Гадир Рустамов, исполнивший композицию «Сона бюльбюллер». Некоторые концерты в рамках фестиваля прошли также в других городах Карабаха, Барде и Агджабеди. В фестивале приняли участие около 170 человек из разных стран мира.
3-й фестиваль состоялся в 1991 году. В нём приняло участие около 300 человек из 25 стран. К странам-участницам прошлых лет добавились артисты из Америки и Австралии. По словам Полада Бюльбюль-оглы, это был самый успешный фестиваль. Штаб фестиваля находился в городе Мингечевир, откуда участники выезжали в Карабах. Из-за большого числа зрителей концерты в рамках фестиваля проходили на стадионах.
Финальные концерты 1990—1991 годов состоялись во Дворце Республики в Баку.

### Отмена фестиваля
4-й фестиваль 1992 года должен был стартовать 15 мая и должен был стать самым масштабным. В нём планировалось участие около 500 человек из более чем 30 стран мира. Фестиваль был отменён из-за начавшейся Первой карабахской войны и взятия города Шуша 8 мая армянскими силами .

### Возобновление
8 ноября 2020 года в результате боевых действий Азербайджан восстановил контроль над Шушой, что было закреплено 10 ноября трёхсторонним заявлением Азербайджана, Армении и России. В январе 2021 года президент Азербайджана Ильхам Алиев на встрече с министром культуры Азербайджана Анаром Керимовым напомнил о необходимости возрождения в Шуше фестиваля «Хары бюльбюль», заявив, что в ближайшее время будет воссоздана традиция этого фольклорного фестиваля.
Фестиваль проводится Фондом Гейдара Алиева и Министерством культуры Азербайджана.

## IV фестиваль
Первый после 30-летнего перерыва фестиваль прошёл 12—13 мая 2021 года на Джыдыр дюзю в Шуше. Фестиваль был организован Фондом Гейдара Алиева. В первый день на фестивале выступили музыкальные и танцевальные коллективы народов Азербайджана. Были продемонстрированы видеоролики с исполнениями азербайджанских певцов Бюль-Бюля, Сеида Шушинского, Хана Шушинского, Рашида Бейбутова, Шовкет Алекперовой, снятые в разные годы в Шуше. 
Во второй день на фестивали были представлены классические музыкальные произведения азербайджанских композиторов. Концерт был открыт увертюрой из оперы Кёроглы в исполнении Азербайджанского государственного симфонического оркестра и Азербайджанской государственной хоровой капеллы. На сцене выступили Эльчин Азизов, Динара Алиева, Юсиф Эйвазов, Азерин, Самир Джафаров, Сахиб Пашазаде (тар), Джейла Сеидова (скрипка), Азер Рзазаде, Сельджан Насибли и другие. На концерте также выступили Алим и Фаргана Гасымовы, которые исполнили «Карабах шикестеси».

## V фестиваль
12—14 мая 2022 года состоялся пятый фестиваль. В нём приняли участие различные государственные и региональные музыкальные и танцевальные коллективы Азербайджана, а также творческие коллективы из Франции, Болгарии, Турции, Грузии, Узбекистана, Пакистана, Египта, Туниса и Мали.

## VII фестиваль
11 мая 2024 года на Джыдыр дюзю состоялась церемония открытия VII фестиваля.

## VIII фестиваль
VIII фестиваль посвящён юбилею Узеира Гаджибейли. Проводится в Шуше. Открытие состоялось 25 мая 2025 года. 
На Джыдыр дюзю было исполнено произведение Узеира Гаджибейли «Ey vətən». Исполнены сочинения  Арифа Меликова, Асафа Зейналлы, Афрасияба Бадалбейли, Фикрета Амирова, Кара Караева, Муслима Магомаева, Ниязи, Октая Зульфугарова и Тофика Кулиева.
В день открытия показан спектакль «Так сказал бы Узеирбек: «Во всем повинен Сарвар» в исполнении студентов Азербайджанского государственного университета культуры и искусств. 
Состоялся концерт Полада Бюльбюль-оглы в сопровождении Азербайджанского государственного симфонического оркестра. Оркестром дирижировал Муртуза Бюльбюль. Азербайджанский государственный ансамбль танца исполнил танец «Джанги».
Мансум Ибрагимов исполнил мугам и народные песни.
В открытии приняли участие деятели искусств из Казахстана , Турции и Кыргызстана.
Азербайджан представляли Афаг Аббасова, Джахангир Новрузов, Экрем Поладов, Фатима Джафарзаде, Фархад Бадалбейли, Фарид Алиев, Илаха Рустамова, Инара Бабаева, Орхан Гусейнов, Махир Тагизаде, Мурад Адыгезалзаде, Полад Бюльбюльоглу и Юсиф Эйвазов. 
От Казахстана выступил Азамат Желтыргузов, Турции — Ферда Йетишер.
Выступили танцоры Берфу Эльмас (Турция), Дайна Кыдыралиева (Кыргызстан), Эбру Эльмас (Турция), Элдияр Марат оглу (Кыргызстан), Мустафа Чагатай Озмен (Турция), Нуржамал Молдоказиева (Кыргызстан).
В фестивале приняли участие студенты факультета искусств Карабахского университета.

## Галерея
- Выступления на открытии фестиваля, 12 мая 2021
- Ансамбль кеманчистов под руководством Эльшана Мансурова исполняет мелодию народного танца «Узундара»
- Аварский фольклорный коллектив «Джахан» исполняет песню «Дун гури йо» на дамбуре
- Тунар Рахманоглы поёт курдскую песню «Rinda min»
- Фольклорный коллектив «Мел» исполняет лезгинскую народную песню «Перизада»
- Хор «Шивидкаца» поёт грузинскую народную песню